# Abbaye Blanche
Ne doit pas être confondu avec Abbaye Notre-Dame de la Blanche.
L'abbaye Blanche est une ancienne abbaye de l'ordre de Savigny fondée en 1105, puis cistercienne en 1148, qui se dresse sur le territoire de l'ancienne commune française de Mortain dans le département de la Manche, en région Normandie.
L'abbaye est partiellement classée aux monuments historiques.

## Localisation
L'abbaye Blanche est située, près de la Cance, à la sortie nord du bourg de Mortain, commune déléguée de la commune nouvelle de Mortain-Bocage, dans le département français de la Manche.

## Historique
Les bâtiments ont été affectés à diverses activités depuis le XIXe siècle. La fondation du séminaire et du grand scolasticat de philosophie remonte à 1822 avec François Dary (1768-1850), curé de Romagny, qui rachète l'abbaye abandonnée par les religieuses lors de la Révolution française et y fait élever les bâtiments modernes. La loi de 1905 fait fermer le séminaire et une colonie de vacances s'y installe. La Première Guerre mondiale bouleverse la vocation des lieux et c'est dans des conditions difficiles qu'un hôpital militaire pour les soldats belges y est aménagé (plusieurs y décéderont). Les Spiritains rachètent les bâtiments en 1923. La Seconde Guerre mondiale voit l'installation d'une caserne allemande de 1940 à 1944 puis d'une maternité. En 1945, Marcel Lefebvre, figure de l'Église catholique, est rappelé du Gabon pour relever le séminaire de philosophie ; le séminaire forme alors beaucoup de futurs missionnaires africains et garde un lien étroit avec le scolasticat de Chevilly (Val-de-Marne). L'abbaye est ensuite occupée par la communauté des Béatitudes à partir de 1984 et cela jusqu'en mai 2011.

### Fondation
L'abbaye de religieuses bernardines est fondée par Guillaume, fils de Robert, comte de Mortain, demi-frère de Guillaume le Conquérant, en l'an 1105[réf. nécessaire],, ou en 1112
Dans cette abbaye, dont l'abbatiale édifiée dans le dernier quart du XIIe siècle fut consacrée en 1205, il y a un prieuré dépendant de Cîteaux possédé par un religieux bernardin qui vaut 800 livres de rente en 1699.

### Légendes
Le Centre d'études normand d'anthropologie, à la suite du professeur Jean-Charles Payen, voit dans l'abbaye Blanche un des éléments de la région Mortain/Domfront qui ont pu contribuer aux légendes arthuriennes : « Hélène, la reine aux grandes douleurs, prendra le voile dans une blanche abbaye de nonains ».

### Supérieures
L'abbé de Clairvaux est le supérieur hiérarchique des abbesses et prieures de l'abbaye Blanche ou des Blanches. De la fondation à 1350 sont connues trois abbesses : sainte Adeline décédée en 1125, Minguidia et Bergonia.
À partir de 1350, les supérieures sont des prieures : Clémence de Sousville, Mathilde, Marguerite Ire de Creuilly, Michelle de Heurcou, Marguerite II d'Argouges, Marguerite III de Cruesli, Guillemine de Valborel se succèdent. le XVIe siècle est une période de désordre. En 1567, il n'y a que quatre religieuses au lieu de douze que doit réunir l'abbesse selon sa fondation. Lucie de Carbonel décède en 1578 ; suivent : Jeanne de Grimouville et Jacqueline de Saussay. En 1612, l'abbaye est réparée. Françoise de Baise et Isabelle de Saussay, fille du baron de Clais, sont les dernières prieures.
La nouvelle abbesse Henriette de Quelain décède en 1685. Marie-Madelaine Marin est nommée par le roi le 1er avril 1684. À cette époque l'abbaye avait 10 000 livres de rente et vingt-six religieuses, Geneviève de La Roque obtient une fieffe, décède en 1748 et Anne de Géraldin est abbesse de 1748 à 1766. Madame de Lesquen est présente au début de la Révolution.

## Religieuses et personnalités
- Jeanne Madeleine de Verdun (1718-17..), religieuse avec sa sœur cadette Antoinette Charlotte de Verdun (1721-1804)[15]
- Sainte Adeline (morte en 1125), fondatrice de l'abbaye Blanche, sœur de Vital de Savigny.

## Description

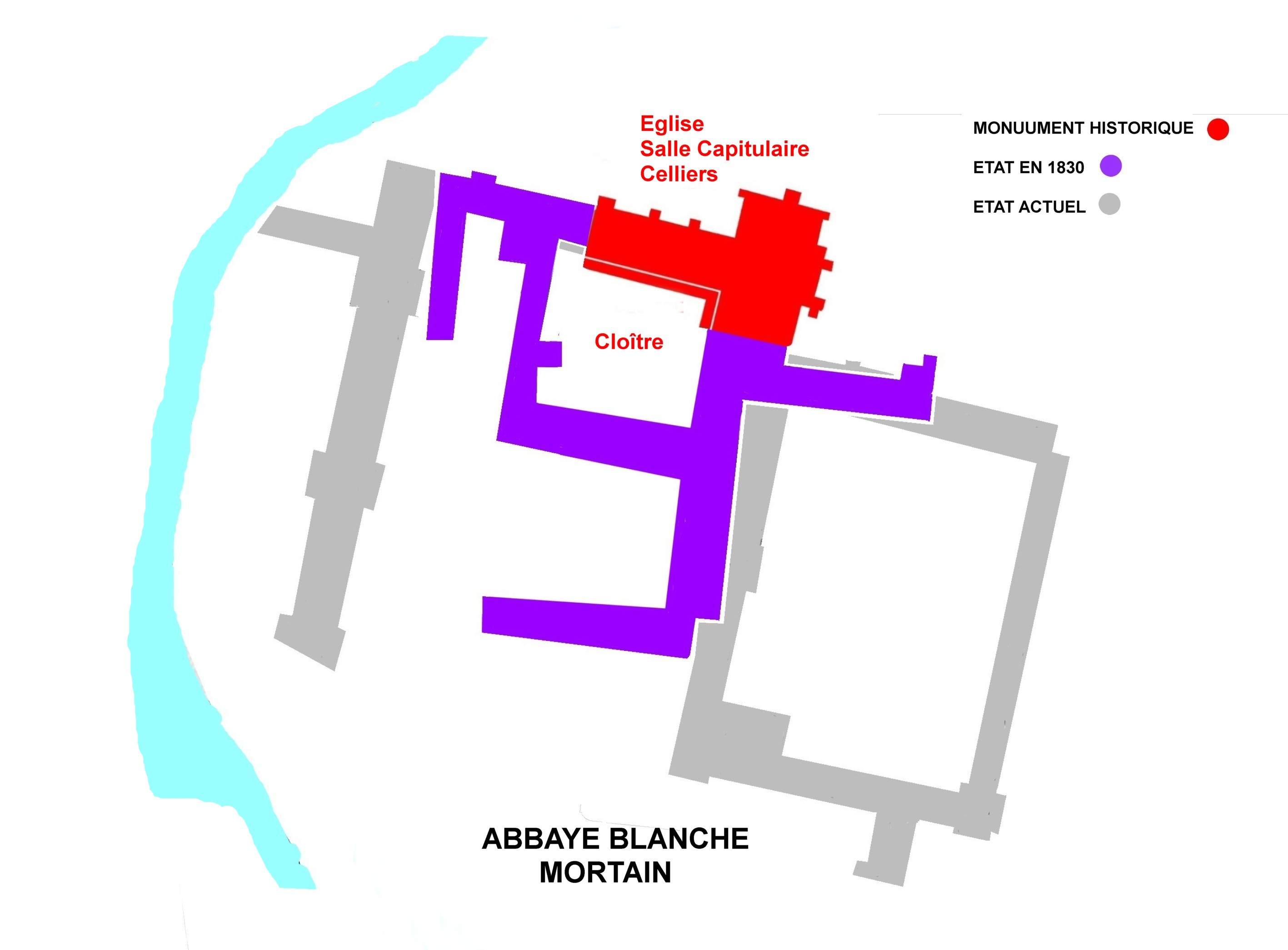
Plan de l'abbaye en 1830 et 2012.

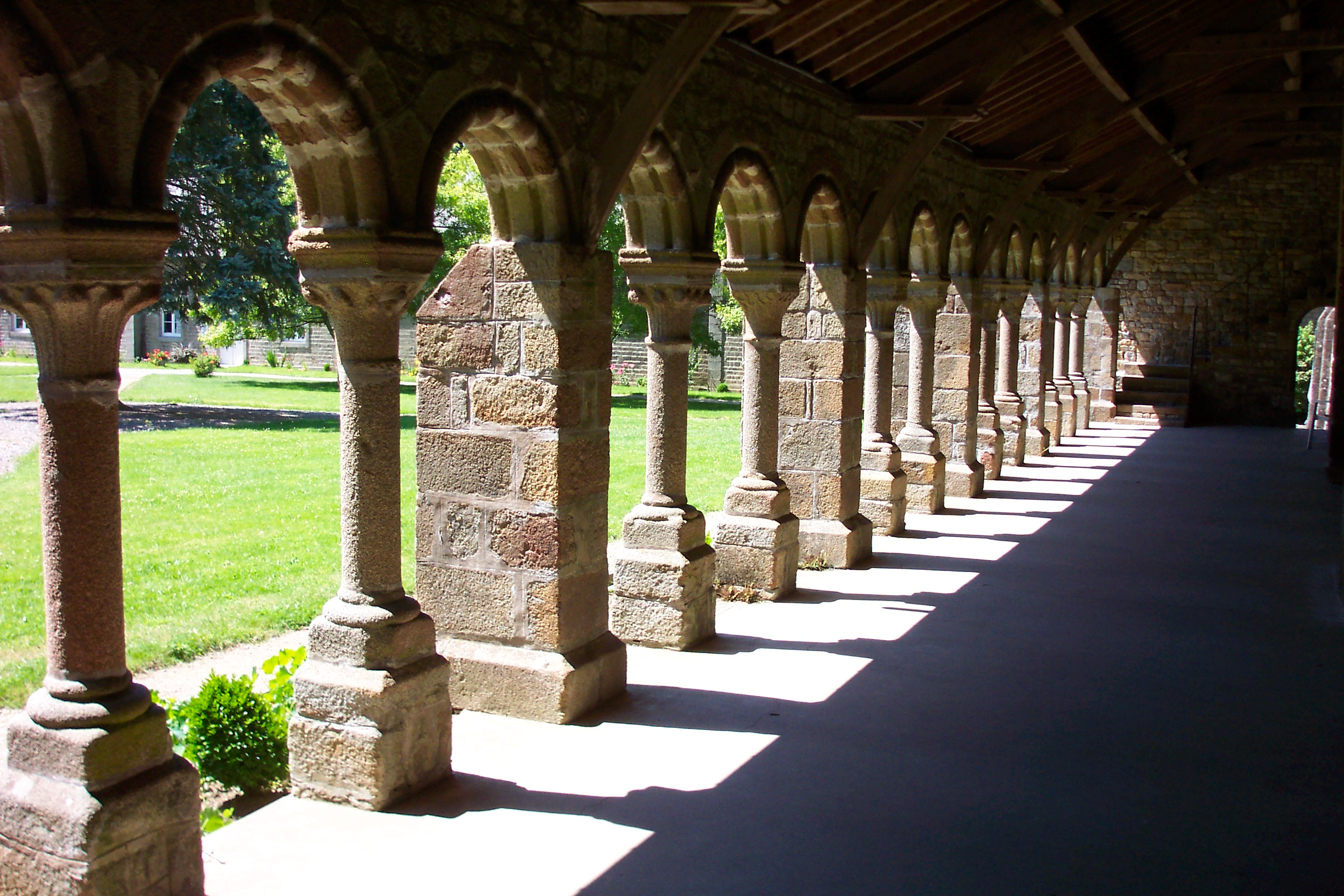
Le cloître.

Sur le cadastre napoléonien, on voit clairement que l'abbaye reprend l'organisation classique cistercienne. Les bâtiments sont disposés autour du cloître au sud de l'église. La superposition de l'état actuel met en évidence la destruction d'une grande partie du bâti d'origine pour la construction du petit séminaire.
De l'église et des bâtiments conventuels édifiés entre 1150 et 1205, il ne subsiste que la salle capitulaire à deux nefs, le cellier, le cloître roman.
L'église abbatiale, des années 1170, à plan en croix latine avec nef unique de trois travées, large transept saillant comportant deux chapelles orientées par croisillon et chevet plat, et simple clocheton de croisée, est de style gothique primitif avec des chapiteaux à corbeilles nues ou à feuilles plates.
La salle capitulaire rectangulaire, du XIIIe siècle, ouvre sur le cloître par deux baies en plein cintre, partagée en deux nefs dont les voûtes d'arêtes retombent sur une file de piliers. Le cloître comprend encore deux galeries dont onze arceaux sont de la fin du XIIe siècle. Il est formé d'étroites arcades en plein cintre retombant sur des colonnettes qui lui donnent beaucoup de légèreté. L'ensemble exprime bien l'austérité cistercienne.

## Protection aux monuments historiques

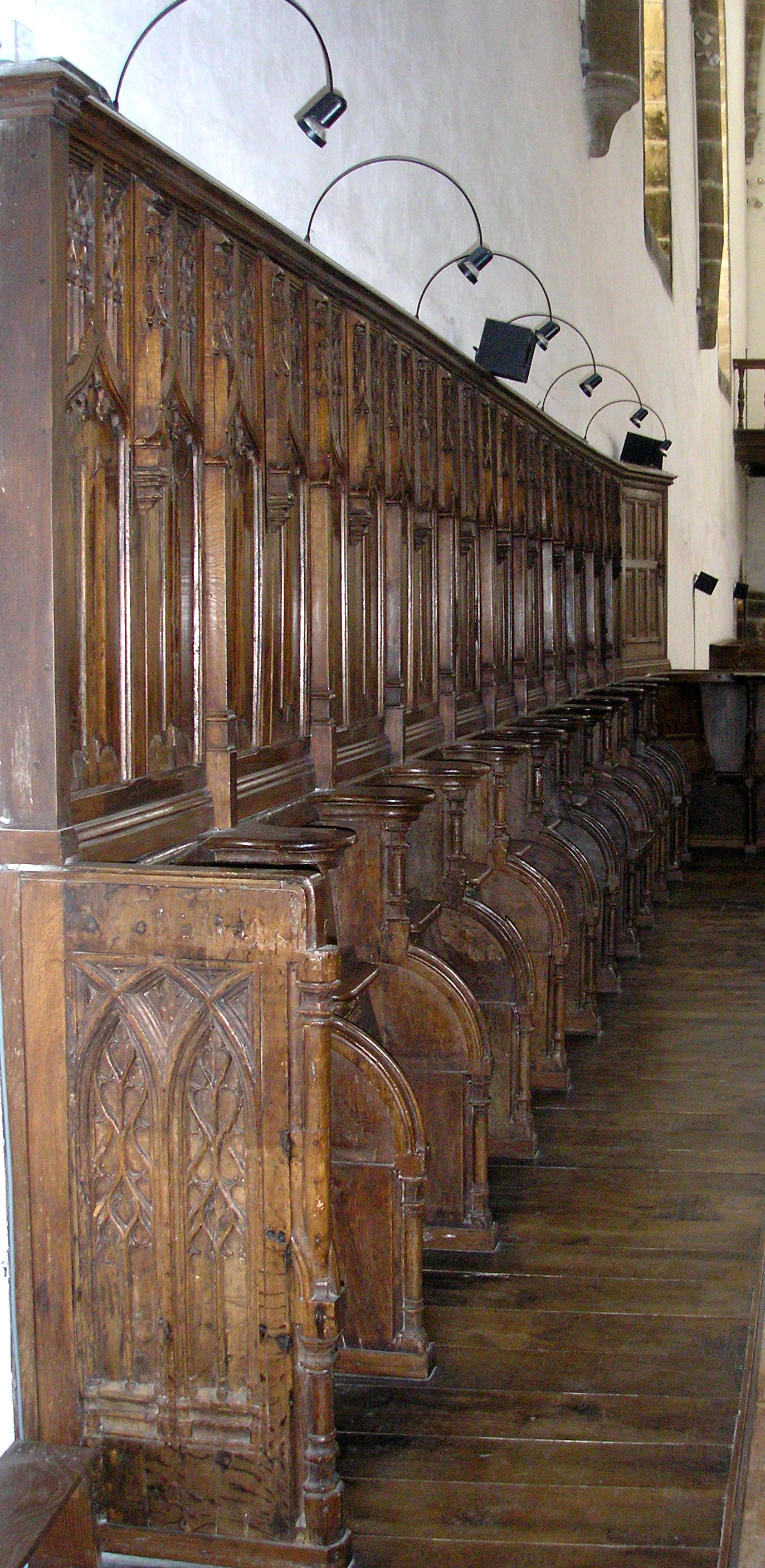
Les stalles.

L'église, les celliers, la salle salle capitulaire, le cloître le long de la nef avec trois arcades en retour le long du transept sont classés au titre des monuments historiques par arrêté du 3 avril 1920.

## Mobilier
Les stalles de l'abbaye Blanche sont classées au titre objet depuis le 28 mars 1980. Elles sont en bois taillé du XVIIe et XIXe siècles, les dosserets sont du XIXe siècle.

## Terriers, propriétés, revenus, dépendances
L'abbaye Blanche n'est pas richement dotée ce qui lui vaut de perdre son titre d'abbaye entre 1350 et 1650 pour celui de prieuré. Elle possède la baronnie de Montfautrel en Sourdeval et Saint-Clément, vingt masures sur 280 hectares. Une masure est un ensemble cohérent avec maison, grange, étable, cour, courtil, jardin à herbes, jardin à arbres, terres labourables et non labourables, prés, mares, fontaine représenté par un aîné qui tient pour lui et ses puinés, par foi et par hommage une masure. Il assiste aux assemblées d'habitants (gages-pleiges), sert de prévôt selon son rang et paye les redevances.
L'abbaye présente au bénéfice à Gathemo, Lapenty, La Baleine, Coulouvray et Le Neufbourg, récolte les dîmes ou traits de dîmes à Contrières, Donville, Le Mesnil-Amand, Champrepus, Équilly, Saint-Quentin sur Planche-Jumelles, Bernières, Tirepied, Vernix, La Baleine, Bréhal, Langrune-sur-Mer et Cairon.
Elle a des fiefs à Romagny, Ger, Reffuveille, Brécey et des tènements dans une douzaine de paroisses, une pêcherie à Appeville, des bois, un moulin fouleur et un autre à tan, des fourneaux à chaux et à tuiles au Neufbourg. Elle fonde le prieuré Saint-Antoine et la Maison-Dieu éponyme à Domfront -(Orne)